# 五仁阿吉介
五仁阿吉介（学名：Atjehella pentockensis）为粗面介科阿吉介屬下的一个种。